# Marie Blandine Sawadogo
Marie Blandine Sawadogo là thành viên của Quốc hội Liên minh châu Phi từ Burkina Faso.
Sawadogo là thành viên của Quốc hội Burkina Faso đại diện cho Đại hội đảng Dân chủ và Tiến bộ. Cô được bầu vào Quốc hội Liên minh châu Phi năm 2004.